# Cypripedium reginae
Cypripedium reginae е вид растение от семейство Orchidaceae. Видът е незастрашен от изчезване.

## Разпространение
Разпространен е в Канада и САЩ.